# Банка (округ, Индия)
Банка (англ. Banka) — округ на юго-востоке индийского штата Бихар. Административный центр — город Банка. Площадь округа — 3018 км². По данным всеиндийской переписи 2001 года население округа составляло 1 608 773 человека. Уровень грамотности взрослого населения составлял 42,73 %, что значительно ниже среднеиндийского уровня (59,5 %).